# Cratere Ialonus
Ialonus è un cratere sulla superficie di Cerere.